# Saint-Georges-les-Landes
 Saint-Georges-les-Landes  (en occitano Sent Jòrge las Landes) es una población y comuna francesa, situada en la región de Lemosín, departamento de Alto Vienne, en el distrito de Bellac y cantón de Saint-Sulpice-les-Feuilles.

## Demografía
| 447 | 407 | 400 | 350 | 293 | 255 | 251 |
| Para los censos de 1962 a 1999 la población legal corresponde a la población sin duplicidades (Fuente: INSEE [Consultar]) |     |     |     |     |     |     |